# Dale Russell
Dale A. Russell (* 27. prosince 1937 San Francisco – 21. prosince 2019) byl kanadský paleontolog a geolog, působící na Státní univerzitě v Severní Karolíně.

## Vědecká kariéra
Byl dobře znám také pro své výzkumy týkající se dinosaurů a ekosystémů období pozdní křídy. Proslavil se například formálním popisem velkého teropoda (dravého dinosaura) z čeledi tyranosauridů, rodu Daspletosaurus. Jako jeden z prvních vědců také roku 1971 publikoval podloženou domněnku, že dinosauři mohli být vyhubeni kvůli mimozemské příčině (zejména kvůli explozi supernovy, ačkoliv tato hypotéza již byla vyvrácena). Je také spojen s kontroverzní myšlenkou, že v případě přežití konce geologického období křídy (před 66 miliony let) by dinosauři mohli projít sapientační fází a proměnit se v jakési vysoce inteligentní bytosti, které Russell nazývá dinosauroidi. Jeho představa takových hypotetických bytostí (která vyústila v populární vzpřímený model, zhotovený roku 1982) však byla z mnoha stran kritizována (zejména proto, že byla značně antropomorfická). Jde pouze o hypotetické představy, žádné fosilní důkazy takových možných forem nebyly ve fosilním záznamu objeveny (je nicméně pravda, že u některých vývojových linií teropodů se koncem křídy zvětšovala mozkovna, což dokazuje například rod Troodon, resp. Stenonychosaurus).
Russellův dinosauroid se nicméně postupem doby stal jakousi ikonou populární kultury.